# Callistochiton pulchellus
Callistochiton pulchellus är en blötdjursart som först beskrevs av Gray 1828.  Callistochiton pulchellus ingår i släktet Callistochiton och familjen Ischnochitonidae. Inga underarter finns listade i Catalogue of Life.